# Campi Flegrei
Campi Flegrei (česky Flegrejská pole nebo Planoucí pole) je název aktivní vulkanické kaldery o průměru 13 kilometrů, nacházející na západním okraji města Neapol a asi 25 kilometrů od Vesuvu. Flegrejská pole bývají mylně považována za supervulkán. Jenomže to je, dle široce uznávané definice, takový vulkanický systém, který v minulosti způsobil alespoň jednu erupci, produkující více než 1 000 km³ (VEI 8) sopečných materiálů. Nejmohutnější erupce Campi Flegrei vyvrhla 500 km³ (VEI 7), což tento základní předpoklad nesplňuje.
Za posledních 60 tisíc let u ní došlo ke dvěma mohutným erupcím, přičemž každou z nich v jejím závěru doprovázela kalderizace. První se odehrála před 39 280 (± 110) lety, druhá před 14 900 (± 400) lety.
Nadmořská výška kaldery a okolního území se často mění, kaldera se často zdvihá nebo klesá. V roce 1538 bylo vyzdvižení následováno erupcí, při které se vytvořil nový sypaný kužel Monte Nuovo. Vyzdvižení v 70. a 80. letech 20. století naproti tomu následováno erupcí nebylo.
Všechna vulkanická aktivita je v současnosti omezena na emise plynů z fumarol kráteru Solfatara (včetně fumaroly Pisciarelli nacházející se vně kráteru na okraji stejnojmenné čtvrti). Kráter Solfatara dal zároveň jméno tomuto typu vulkanické aktivity. Krátery leží na kraji města Pozzuoli, hlavního města oblasti. V červnu 2023 tým anglických a italských vědců nicméně uvedl, že vulkán vstoupil do nové fáze, při níž může docházet k erupcím.
Vulkanickou aktivitou zde vzniklo množství jezer: Lago Averno, Lucrino, Fusaro…

## Eruptivní historie
- Campanian ignimbrite eruption: přibližně před 39 280 (± 110) lety proběhla na Campi Flegrei nejmohutnější sopečná erupce, nazývaná Campanian ignimbrite eruption (Kampánská ignimbritová erupce).[5] Vyvrhla 500 km³ vulkanického materiálu (DRE: 181–265 km³),[8] čímž její síla dosáhla indexu VEI 7. Její stopy lze dodnes detekovat v grónských ledových jádrech. Podle některých výzkumů tento sopečných výbuch přispěl k vyhynutí neandrtálců a uvolnil tak cestu modernímu člověku v Evropě i v Asii.[9]

- Neapolitan Yellow Tuff: zhruba před 14 900 (± 400) lety nastala druhá velmi silná erupce, jež vyvrhla 30–50 km³ (DRE).[10]

- Pozdější erupce: v průběhu holocénu došlo ke dvaceti sopečným erupcím. Šest z nich dosáhlo síly VEI 4 a pět (včetně té poslední v roce 1538) VEI 3.  Nejsilnější erupce o síle VEI 5 proběhla roku 2150 př. n. l.[11]

## Starověká sídla
- Pozzuoli: bylo založeno řeckými kolonizátory pod názvem Dikaiarcheia (Δικαιάρχεια, lat. Dicaearchia). Jako hlavní město oblasti Flegrejských polí bylo kdysi významnější než samotná Neapolis. Svou funkci obchodního centra a přístavu však začalo ztrácet po vybudování přístavu v Ostii během 1. stol. n. l. za císaře Tiberia, až z něj zůstal pouhý přístav rybářský. Kdysi něm pobývali římští boháči ve svých nádherných vilách (např. Cicero). Známky někdejší slávy lze nalézt ve městě dodnes: Flavijský amfiteátr o kapacitě 20 000 diváků, tržiště nazývané díky nálezu sošky boha Serapida Serapidův chrám, rozlehlé podzemní chodby apod.

- Baia: leží v bývalém kráteru, který je z poloviny ponořen do moře. Za Římanů se tu nacházely četné patricijské vily. Oblast je stejně jako nedaleká Ischia bohatá na termální prameny. Kdysi bylo proslulé teplými lázněmi i rozmařilým lázeňským životem. Dnes je však antické město Baiae zatopeno a lze jej pozorovat z pobřeží dnešního Baia (v překladu zátoka) pod vodou. Na pevnině se dodnes zachovaly četné vily, lázně a chrámy.

## Galerie

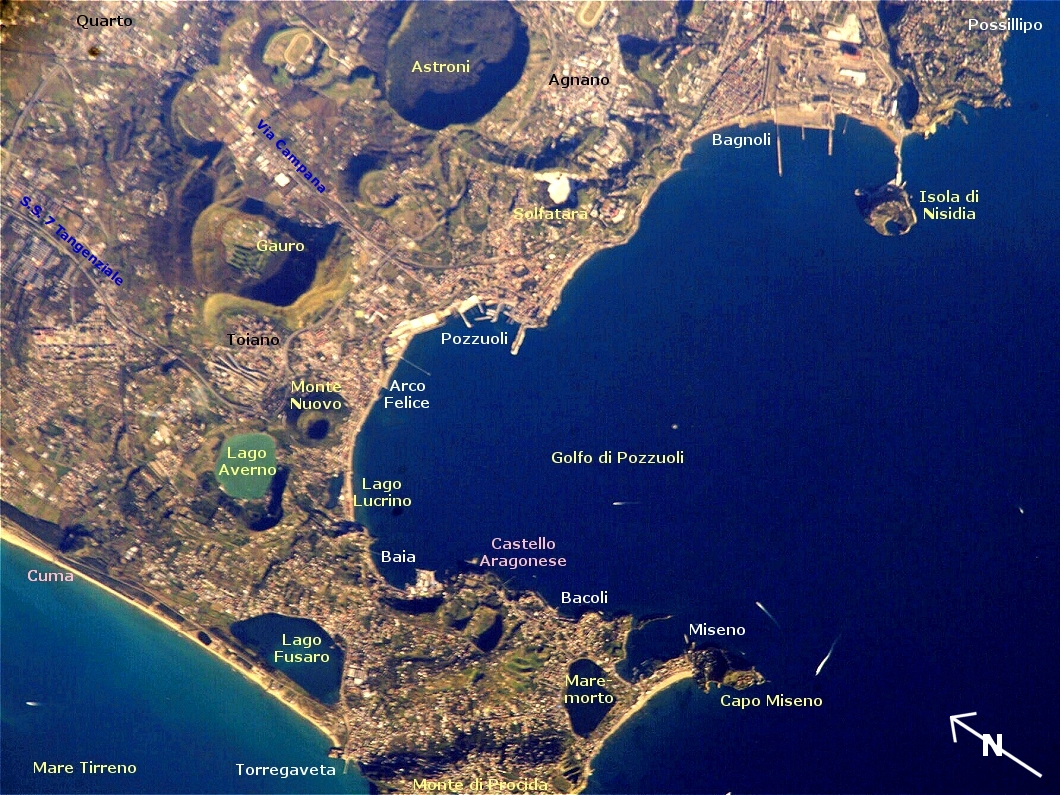
Snímek z ISS.
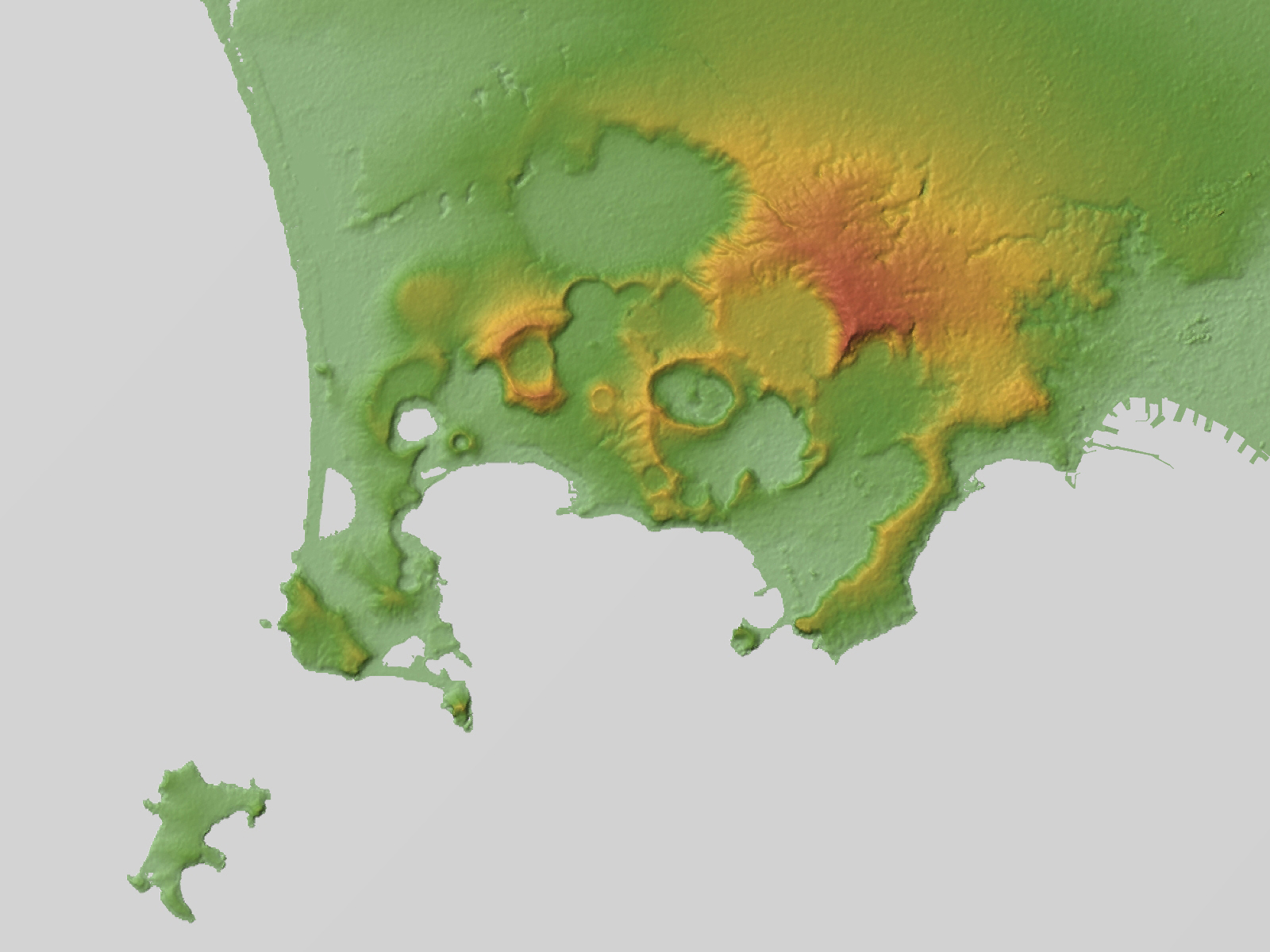
Reliéfní mapa.
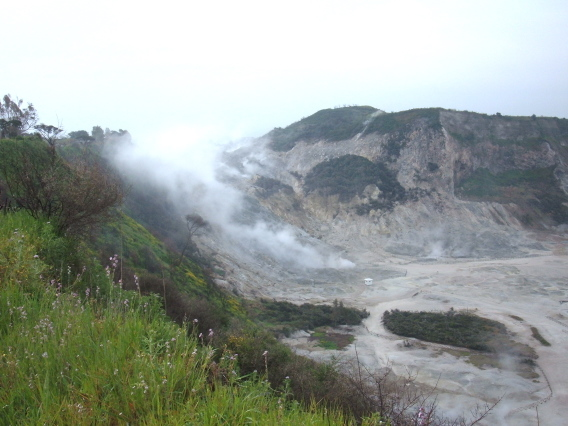
Pohled na fumaroly.
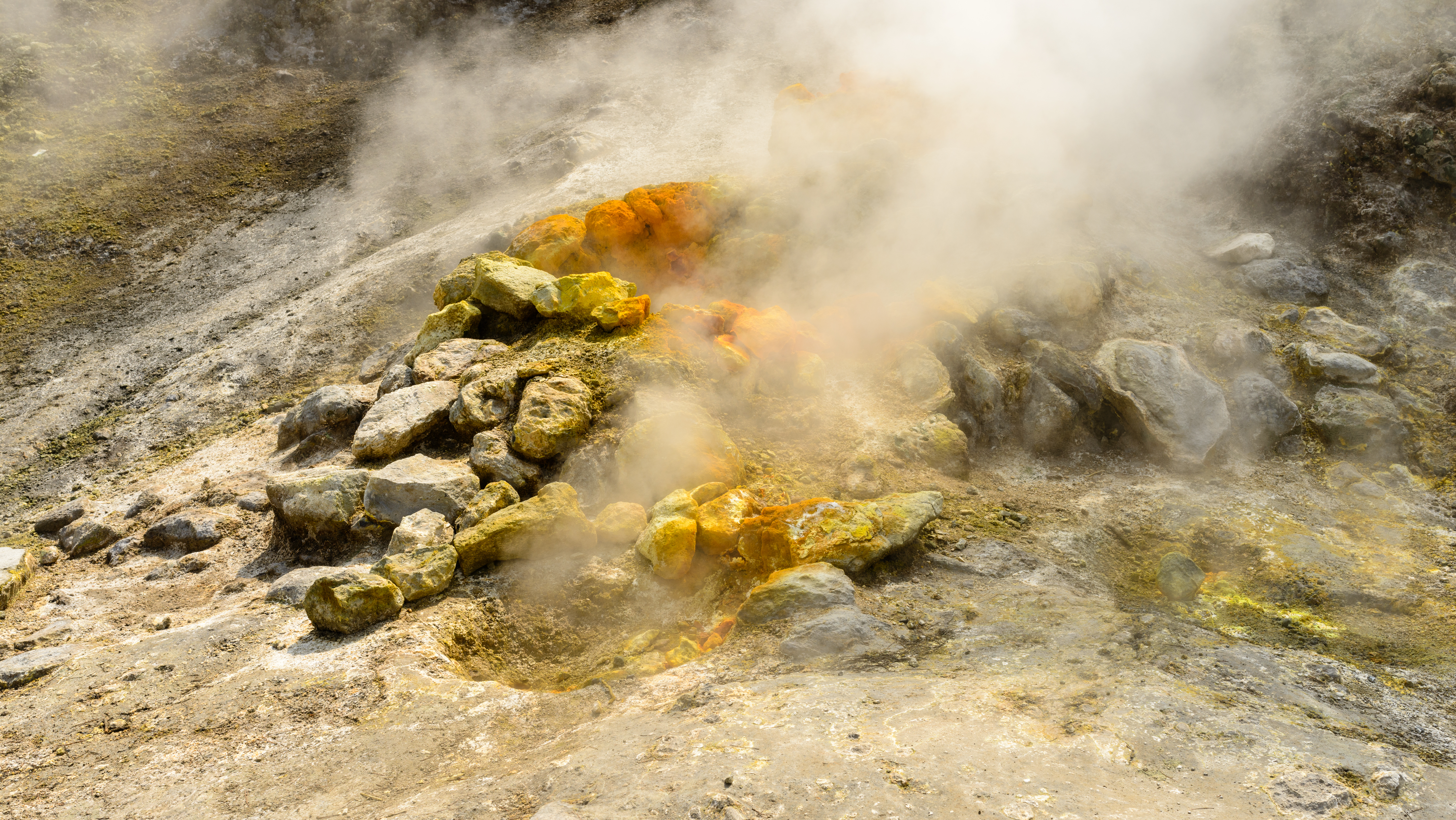
Solfatara s viditelnou sírou.
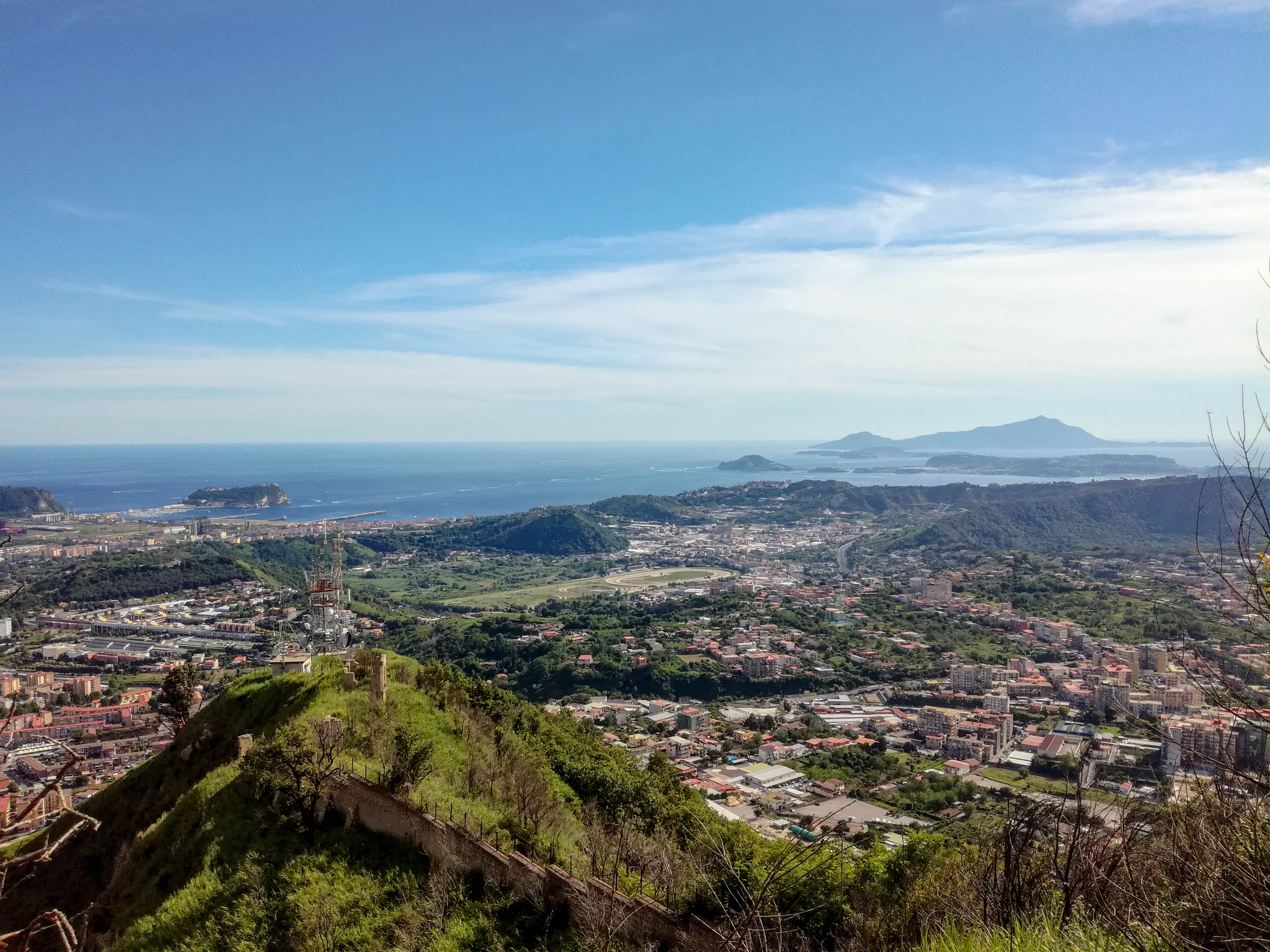
Pohled z Neapole.